# Министерство Армии США
Министерство Армии (англ. Department of the Army) является одним из трёх ведомств, входящих в Министерство обороны США. Министерство Армии — агентство федерального правительства, организованное для управления Армией США, и возглавляемое министром Армии.
Министр Армии является гражданским должностным лицом, назначается президентом и утверждаются сенатом. Самым высокопоставленным офицером в отделе является начальник штаба Армии, который также является членом Объединённого комитета начальников штабов. Другими старшими должностными лицами Департамента являются заместитель министра Армии (первый заместитель министра) и заместитель начальника штаба Армии (первый заместитель начальника Главного штаба ВС США).